# 素敵な人!
素敵な人?!（すてきなひと?!）とはテレビ朝日・ネオドラマ枠で放送された室井滋・佐藤寛之（光GENJI）主演の連続ドラマ。放送期間は1993年6月14日～6月17日。放送時間は23:25～（30分）。全4回。

## キャスト
- 室井滋
- 佐藤寛之
- 砂川真吾
- 門間葉月
- 中島唱子
- 田口主将
- 不破万作
- 草薙良一
- 田島令子

## 企画・プロデューサー
- 田邊昭知

## 脚本
- 棟居仁

## 主題歌
- 大黒摩季「別れましょう私から消えましょうあなたから」

| スタブアイコン | サブスタブ | この項目は、まだ閲覧者の調べものの参照としては役立たない、テレビ番組に関連した書きかけの項目です。この項目を加筆・訂正などしてくださる協力者を求めています（P:テレビ/PJ:放送または配信の番組）。 |